# Philip Wester

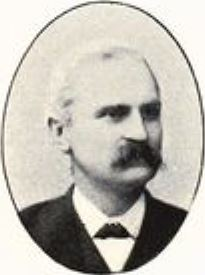
Philip Wester

Philip Robert Wester, född 9 oktober 1840 i Harbo socken, Västmanlands län, död 1 maj 1933 i Solna församling, Stockholms län, var en svensk häradshövding. 
Wester blev student vid Uppsala universitet 1857, avlade examen till rättegångsverken 1862 och blev vice häradshövding 1866. Han var t.f. fiskal och adjungerad ledamot i Skånska hovrätten 1869–70 och 1873. Sistnämnda år utnämndes han till Malmös första polismästare och tillika rådman samt 1887 häradshövding i Aspelands och Handbörds härads domsaga. 
År 1901 blev Wester ordförande i Oskarshamns stadsfullmäktige och 1903 i styrelsen för Ruda-Finsjö-Oskarhamns Järnvägs AB. Han var även styrelseordförande i Carl Blomqvists Fabriks AB i Oskarshamn. Omkring 1918 bosatte han sig i Råsunda i Solna socken.
Philip Wester var son till Marcus Wester, som var ägare till Viby säteri, och bror till Wilhelm Wester. Han var gift med Anna Gauffin och de fick fyra barn: Mauritz, Malin Wester-Hallberg, Carl-Filip och Annie Wester, gift med John Johanson. Makarna Wester är begravda på Solna kyrkogård.